# Jajnik meroistyczny
Jajnik meroistyczny – jajnik owadów, w którym w pęcherzykach jajnikowych, oprócz oocytu i komórek folikularnych (pęcherzykowych), występują jeszcze pomocnicze komórki odżywcze (trofocyty). Ten typ jajnika występuje u niektórych owadów bezskrzydłych (Apterygota) i większości u owadów o przeobrażeniu zupełnym (Holometabola). Ze względu na różnice w umiejscowieniu komórek odżywczych można go podzielić na rodzaje:
- jajnik politroficzny – trofocyty znajdują się wewnątrz pęcherzyka jajnikowego i przesuwają się wraz z oocytem wzdłuż owarioli,
- jajnik telotroficzny – trofocyty pozostają w germarium, a z rosnącym oocytem połączone są wydłużającym się mostkiem cytoplazmatycznym, zwanym sznurem odżywczym.